# Ellenboro (Carolina del Nord)
Ellenboro és una població dels Estats Units a l'estat de Carolina del Nord. Segons el cens del 2000 tenia 479 habitants.

## Demografia
Segons el cens del 2000, Ellenboro tenia 479 habitants, 222 habitatges i 126 famílies. La densitat de població era de 198,9 habitants per km².
Dels 222 habitatges en un 25,7% hi vivien nens de menys de 18 anys, en un 39,2% hi vivien parelles casades, en un 13,5% dones solteres, i en un 43,2% no eren unitats familiars. En el 37,8% dels habitatges hi vivien persones soles el 13,1% de les quals corresponia a persones de 65 anys o més que vivien soles. El nombre mitjà de persones vivint en cada habitatge era de 2,16 i el nombre mitjà de persones que vivien en cada família era de 2,85.
Per edats la població es repartia de la següent manera: un 21,5% tenia menys de 18 anys, un 10,6% entre 18 i 24, un 27,6% entre 25 i 44, un 27,6% de 45 a 60 i un 12,7% 65 anys o més.
L'edat mediana era de 38 anys. Per cada 100 dones de 18 o més anys hi havia 92,8 homes.
La renda mediana per habitatge era de 31.429 $ i la renda mediana per família de 37.083 $. Els homes tenien una renda mediana de 27.500 $ mentre que les dones 21.042 $. La renda per capita de la població era de 16.472 $. Entorn del 10,3% de les famílies i el 12,1% de la població estaven per davall del llindar de pobresa.

## Poblacions més properes
El següent diagrama mostra les poblacions més properes.